# Kévin Malcuit
Kévin Malcuit (Châtenay-Malabry, 31 de julho de 1991) é um futebolista profissional francês que atua como defensor e meia. Atualmente está sem clube.

## Carreira
Kévin Malcuit começou a carreira no AS Monaco.

## Títulos
Napoli
- Copa da Itália: 2019–20